# Thermococcus celer
Thermococcus celer es una especie de arquea. Es Gram-negativa, y sus células poseen forma esférica. 
El descubrimiento de Thermococcus celer en 1989 tuvo un papel importante en el rediseño del árbol de la vida: específicamente, a la sorpresa de los investigadores, ya que T. celer es genéticamente más parecida a las arqueas metanógenas termófilas que a otros microorganismos termófilos con fenotipo similar a sí mismo.
T. celer fue la primera arquea descubierta que tenía un genoma circular. 
Han sido identificadas varias «cepa tipo» de T. celer a saber: Vu13, ATCC 35543, y DSM 2476.

## Nomenclatura
El nombre Thermococcus tiene raíces griegas: therme, sustantivo femenino que significa calor, y kokkos, sustantivo masculino, que significa grano o semilla. Celer es  adjetivo masculino que significa muy rápido; esta es una referencia a la alta tasa de crecimiento de T. celer.

## Aislamiento
T. celer fue descubierto de Dr. Wolfram Zillig en 1983. 
Después del descubrimiento de T. celer, la palabra «archaebacteria» ha sido sustuida por «arquea» para reflejar las relaciones filogenéticas actuales entre los organismos.
T. celer fue aislado en las playas de la isla de Vulcano (isla), Italia, de un cráter volcánico rico en azufre. 
Las muestras originales se aislaron de las profundidades de los agujeros marinos y se inocularon en tubos anaeróbicas de 10 ml. 
Esos tubos contenían 100 mg de azufre elemental y solución de 95% N2 y 5% H2S.
Se añadió CaCO3 según fue necesario para mantener el pH a 5-6. 
Los investigadores utilizaron el indicador de oxígeno resazurina para confirmar que no había entrado oxígeno en la muestra.  
Muestras se les animaba a crecer con medio de Brock’s Sulfolobus, que contiene azufre elemental y levadura, y T. celer los necesita a ambos para un crecimiento óptimo.
Después de enriquecimiento, las muestras se colocaron en gel de poliacrilamida y se incubaron a 85° Celsius en un ambiente anaeróbico. 
Después se observó el crecimiento de la colonia, las células se centrifugaron y se purificaron en un tampón químico TA (0.05 mol/1 Tris HCL, 0.022 mol/1 NH4Cl, 0.01 mol/1 β-mercaptoethanol).

## Taxonomía y filogenía
Análisis del 16S ARNr para parsimonia y el matriz de distancias se llevaron a cabo con el Método de Sanger para determinar la posición de T. celer en el árbol de la vida. Los resultados mostraron que T. celer sea más similar a las arqueas metanógenas que a las arqueas termófilas. Sobre la base de este descubrimiento, se volvió a su raíz el árbol de la vida, y T. celer se colocó en un clado con los metanógenos debido a su estrecha relación filogenética. Análisis de la organización genómica de los genes de ARNr de estas especies apoyado esta colocación: Thermococcus comparte un espaciador de ARNt con las arqueas metanógenas entre el ARN 16S y el gene rRNA 23s. Este gen espaciador no se encuentra en ni otra especie de arquea termófila.
T. celer está relacionado con Pyrococcus woesei, y ambos se colocan dentro de la orden Thermococcales.  Ambos son estrictmente anaerobicas y reduce azufre. T. celer también está similar a Thermococcus litoralis, ambos del mismo género, sin embargo T. celer es más dependiente de azufre que T. litorals.
 T. celer se clasifica como una archaea termófila. Desde su descubrimiento, el término "arqueobacteria" ha sido reemplazado por el término arquea para reflejar las relaciones filogenéticas que han sido descubiertos entre estos organismos.

## Caracterización

### Morfología
T. celer es Gram-negativa, con células esféricas de aproximadamente 1 μm en diámetro. 
El Microscopio electrónico ha mostrado que T. celer utiliza flagelos tanto politricos y monopolares para moverse. 
Según el microscopio de contraste de fases T. celer se condensa en una diploforma durante su replicación.
La membrana plasmática de T. celer contiene cantidades grandes de lípidos gliceroles diéteres y cantidades relativamente pequeñas de lípidos digliceroles tetraéteres. 
Dentro de glicerol, lípidos diéteres, phytanyl (C20) es el componente hidrocarburo y dentro de lípidos digliceroles tetraéter, biphytanyl (C40) es el componente hidrocarburo. 

La pared celular, o capa S, de T. celer protege a la célula de la lisis celular causada por cambios en gradientes osmóticos. 
La capa S de la envoltura consiste en subunidades de glicoproteína  dispuestas en una estructura paracristalina hexagonal de dos dimensiones. 
La envoltura celular bacteriana de T. celer no contiene murámico, indicando que tiene resistencia antibiótica a penicilina y vancomicina.

### Metabolismo
La arquea T. celer es estrictamente anerobia con metabolismo organotrófico.
T. celer utiliza péptidos (como son extracto de levadura, peptona, o triptona) y proteínas caseína como fuentes de carbono. Estos son oxidados a dióxido de carbono a través de la respiración de azufre.
T. celer no puede utilizar los hidratos de carbono como fuentes de carbono y los científicos consideran a T. celer dependiente de azufre, porque depende en la reducción de azufre hacia sulfuro de hidrógeno para su crecimiento óptimo. 
Sin embargo, T. celer puede realizar la fermentación, aunque esta no es muy eficiente. 
A diferencia de la mayoría de los procariotas, T. celer puede realizar la respiración a través de la ruta de Embden-Meyerhof (glucólisis), a pesar de que utiliza una ruta alternativa.

### Ecología
Como otras especies hipertermófilas, T. celer prospera a temperaturas extremadamente altas. 
Más específicamente, T. celer vive solamente en cráteres volcánicos de Vulcano (isla), Italia, que son ricos en azufre. 
En este ambiente, las temperaturas son tan altas como 90 °C  
La temperatura máxima a que T. celer puede crecer es 93 °C, y la temperatura óptima es 88 °C.  
Es un poco acidófila: su pH óptimo es 5.8. El crecimiento óptimo también depende en el nivel de NaCl, 40 g/L, que demuestra que T. celer ha llegado a adaptarse a su ambiente caliente.

### Genómica
Un mapa físico del genoma de la cepa tipo Vu13 de T. celer  fue reconstruido por los fragmentos obtenidos, luego del uso de enzimas de restricción. Este genoma tuvo una longitud de 1,890 + 27 kilobases (kb). La ratio molecular de guanina a citosina fue aproximadamente 56.6%. 
Este valor se determinó promediando tanto el contenido GC adquirida a través de cromatografía líquida de alta resolución y cálculos de punto de fusión (TM). Los científicos creen que T. celer evolucionaba más lentamente que cualquier otra especie de archaea, que significa que podría ser adecuado como un organismo modelo para el estudio de las características de los primeros genomas.
T. celer fue descubierta en 1989, la primera arquea encontrada con un genoma circular. 
La forma del genoma se determinó en tres experimentos separados, todos los cuales utilizan enzimas de restricción. 
El genoma de T. celer se digirió con Nhe, Spe, and Xba. 
El Análisis de hibridación indicó la forma del genoma. 
Las sondas se sintetizan a partir clonados de los genes de los 16S rRNA y 23S. Ambos Spe and Nhe produjeron cinco fragmentos, todo similar en forma y tamaño. 
Digestión con Xba produjo ocho fragmentos.  
Se encontró que el genoma era circular tras el examen de los patrones de solapamiento.

## Implicaciones
El dominio Archaea está dividido en tres grupos principales: los termófilos extremos, los halófilos extremos, y lose termófilos extremos que son capaces de reducir azufre (arqueas metanógenas). Estos grupos no se cree que han surgido de forma independiente. Más bien, ellos comparten un antepasado ya sea o uno es el ancestro de los otros dos.
El descubrimiento de T. celer volvió la posición del árbol filogenético archaebacterial. T. celer se descubrió que compartir una mayor proximidad filogenética con las arqueobacterias metanogénicas que con su análogo fenotípica, arqueobacterias extremadamente termófilas. Este descubrimiento se hizo a través de análisis de la secuencia del rRNA 16S y resultó en una re-enraizamiento del árbol filogenético.
Este descubrimiento sugiere que los termófilos extremos podría ser el primer ancestro archaeon al considerar sus patrones de evolución lenta, así como la distribución de los termófilos extremos tanto en su propia agrupación, así como la de los metanógenos.

## Otras lecturas
- Lee, Chi-Fung; Makhatadze, George I.; Wong, Kam-Bo (2005). «Effects of Charge-to-Alanine Substitutions on the Stability of Ribosomal Protein L30e from Thermococcus celer». Biochemistry 44 (51): 16817-16825. PMID 16363795. doi:10.1021/bi0519654.
- Kim, Kee Pum; Bae, Heejin; Kim, In Hye; Kwon, Suk-Tae (2011). «Cloning, expression, and PCR application of DNA polymerase from the hyperthermophilic archaeon, Thermococcus celer». Biochemistry Letters 33 (2): 339-346. doi:10.1007/s10529-010-0434-2.
- Reed, Christopher J.; Lewis, Hunter; Trejo, Eric; Winston, Vern; Evilia, Caryn (14 de agosto de 2013). «Protein Adaptations in Archaeal Extremophiles». Archaea 2013: 14. doi:10.1155/2013/373275.
- Wong, Kam-Bo; Bycroft, Mark; Wong, Kam-Bo (18 de marzo de 2003). «Crystal structure of ribosomal protein L30e from the extreme thermophile Thermococcus celer: Thermal stability and RNA binding». Biochemistry 42 (10): 2857-2365. doi:10.1021/bi027131s.

- Datos: Q7783145
- Especies: Thermococcus celer